# St. Gallus (Tettnang)

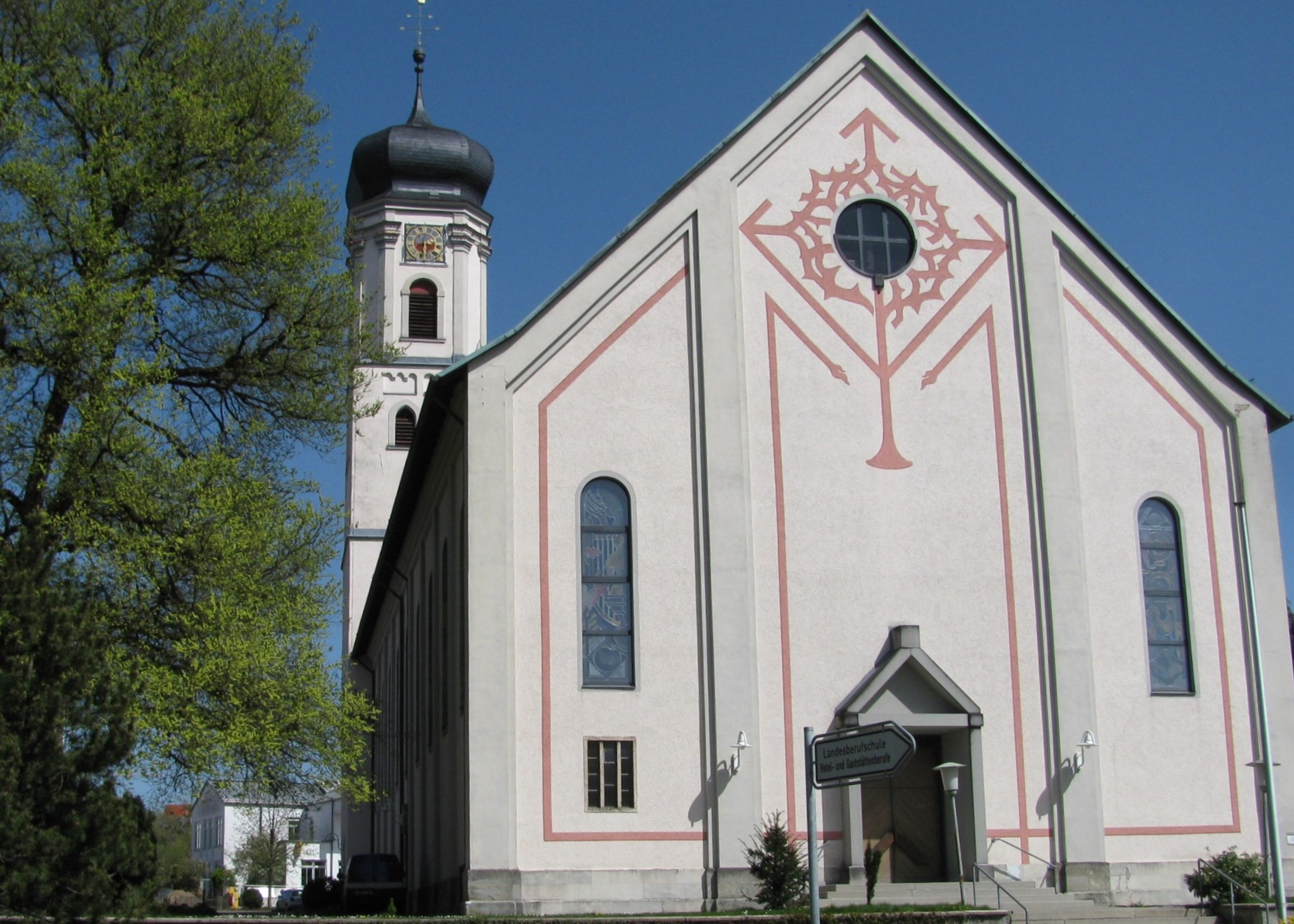
Pfarrkirche St. Gallus in Tettnang

Die römisch-katholische Pfarrkirche St. Gallus ist das beherrschende Kirchengebäude der baden-württembergischen Stadt Tettnang im Bodenseekreis. Sie gehört zur Seelsorgeeinheit Tettnang im Dekanat Friedrichshafen der Diözese Rottenburg.

## Vorgängerbauten
Vermutlich war schon vor der ersten urkundlichen Erwähnung Tettnangs 882 der heutige Kirchhügel entsprechend bebaut, als erstes Gotteshaus des Ortes ist eine Holzkirche anzunehmen; Namenspatron war der Heilige Gallus, einer der Missionare am Bodensee. Die Holzkirche wurde durch eine romanische Steinkirche mit einem ummauerten Friedhof ersetzt.
1297 erhielt Tettnang die Stadtrechte, die Bevölkerung wuchs, und so wurde um 1400 mit dem Bau einer neuen Kirche im gotischen Stil begonnen: 1410 waren der Chor und 1450 der Turm fertiggestellt. Bei der späteren Grundsteinlegung im Jahr 1467 sollen neben Pfarrer Melchior Molitor und dem Frühmesskaplan Ulrich Gäßler auch Graf Ulrich der Ältere mit seiner Frau Ursula von Hachberg anwesend gewesen sein. 1702 wurde der spitze Kirchturm durch einen Blitzschlag zerstört und 1705 durch eine barocke Zwiebelhaube mit Turmhahn auf einem Lothringer Kreuz ersetzt. Kirche und Inneneinrichtung wurden im Laufe des 18. Jahrhunderts nach und nach barockisiert, den Abschluss der Neugestaltung bildeten die Fresken des in Kressbronn geborenen Malers Andreas Brugger.
Nachdem schon 1844 der Friedhof verlegt worden war, wurde die baufällige und zu klein gewordene Kirche 1858 bis auf den Kirchturm abgebrochen.

## Architektur
Am 2. Oktober 1860, nach fast zweijähriger Bauzeit, wurde die neue St.-Gallus-Kirche eingeweiht. Der nach Plänen von Regierungsassessor Linck vom Ravensburger Architekten Gottlieb Pfeilsticker im neuromanischen Stil errichtete, viel größere Bau, blieb in diesem Erscheinungsbild fast einhundert Jahre bestehen. Außen blieb das Backstein-Mauerwerk unverputzt, der Innenraum wurde durch acht Säulenpaare aus Holz als dreischiffige Hallenkirche gegliedert. Die den Lisenen in der Fassade entsprechenden Säulen tragen die Holzdecke mit ihrem interessanten Profil.
Ein Bombentreffer im März 1944 zerstörte den hinteren Teil der St.-Gallus-Kirche und löste die Frage nach einer grundlegenden Instandsetzung aus: Seit der dunklen Ausmalung von 1893 und wegen der Sichtbehinderung durch die Säulenreihen war die Kirche als bedrückend und zu düster empfunden worden. Der Stiftungsrat entschied sich für eine Neugestaltung der Kirche und übertrug Planung und Bauausführung dem Rottenburger Architekten Hans Lütkemeier (1898–1960) sowie den Tettnanger Architekten Franz und Joseph Seitz.
Der damals relativ schmucklose Kirchenraum wurde 1990–1991 architektonisch und farblich neu gestaltet, das Farbprogramm und sämtliche gestaltenden Elemente wurden vom Breisacher Künstler Helmut Lutz (* 1941) konzipiert.

## Ausstattung

### Innenraum

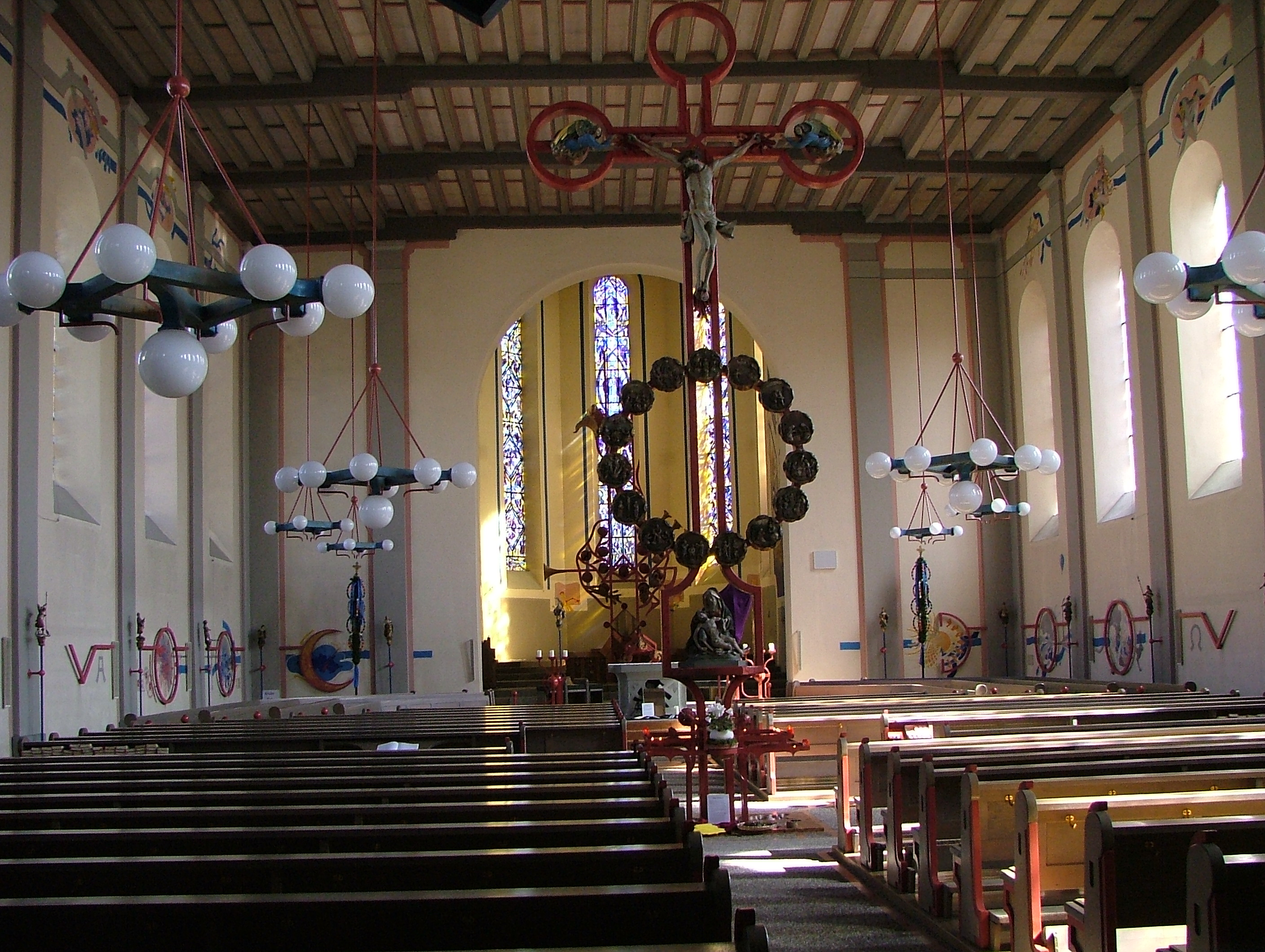
St. Gallus (innen)

Der Raum wird von dem durch Helmut Lutz gestalteten großen Kreuz in der Mitte des Schiffs geprägt, das neben fünfzehn Rosenkranzmedaillons auch ältere Kunstwerke einbezieht (Kruzifix, Engel, Statue der Madonna mit Kind).
In der Vorhalle befindet sich ein Denkmal für den letzten Montforter, Graf Anton IV. von Montfort, aus dem Jahr 1795. Das von Johann Georg Wieland gestaltete Denkmal ist mit dem gestürzten Wappen der Monforts geschmückt.
Zahlreiche Werke stammen auch vom Tettnanger Maler Fidelis Bentele.

### Orgeln
Die Orgel wurde 1957 von der Orgelbauwerkstatt Albert Reiser (Biberach) erbaut. 1993 wurde das spätromantisch disponierte Instrument überarbeitet und in seiner Klanglichkeit neubarocken Vorstellungen angepasst. 2004 wurde eine gründliche Überarbeitung der Orgel beschlossen und im Jahr 2011 abgeschlossen. Das Schleifladen-Instrument hat heute 49 Register auf drei Manualen und Pedal.
| I Hauptwerk C– |       |
| Praestant      | 16′   |
| Principal      | 8′    |
| Flöte          | 8′    |
| Viola da Gamba | 8′    |
| Octav          | 4′    |
| Spitzflöte     | 4′    |
| Quinte         | 2 ⁄3′ |
| Superoctav     | 2′    |
| Mixtur III-IV  |       |
| Cymbel II      |       |
| Cornett V      |       |
| Fagott         | 16′   |
| Trompete       | 8′    |
| Clairon        | 4′    |

| II Rückpositiv C– |       |
| Praestant         | 8′    |
| Bourdon           | 8′    |
| Quintatön         | 8′    |
| Principal         | 4′    |
| Rohrflöte         | 4′    |
| Sesquialtera II   |       |
| Octav             | 2′    |
| Quinte            | 1 ⁄3′ |
| Cromorne          | 8′    |
| Tremulant         |       |

| III Schwellwerk C– |        |
| Bourdon            | 16′    |
| Hornprincipal      | 8′     |
| Hohlflöte          | 8′     |
| Salicional         | 8′     |
| Vox coelestis      | 8′     |
| Octav              | 4′     |
| Traversflöte       | 4′     |
| Nasard             | 2 ⁄3′  |
| Doublette          | 2′     |
| Terz               | 1 3⁄5′ |
| Progressio II-V    |        |
| Dulcian            | 16′    |
| Trompette harm.    | 8′     |
| Oboe               | 8′     |
| Tremulant          |        |

| Pedalwerk C–  |         |
| Grand Bourdon | 32′     |
| Principalbass | 16′     |
| Subbass       | 16′     |
| Große Quinte  | 10 2⁄3′ |
| Octavbass     | 8'      |
| Gedecktbass   | 8'      |
| Gemsbass      | 8'      |
| Quinte        | 5 1⁄3′  |
| Choralbass 4′ |         |
| Basszink III  |         |
| Posaune       | 16′     |
| Trompete      | 8′      |

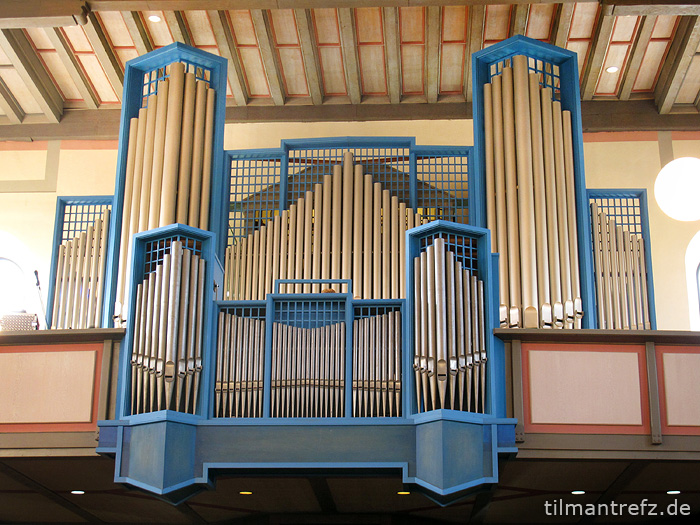
St. Gallus, Große Orgel

1980 wurde für die Begleitung von Chören und Solisten in Gottesdienst und Konzert eine mobile Truhenorgel mit vier Registern angeschafft, die bei Bedarf auch an anderen Orten eingesetzt werden kann.

### Glocken
Im Kirchturm hängt ein sechsstimmiges Glockengeläut. Es besteht aus vier historischen Glocken aus dem Jahr 1705 von den Glockengießern Ernst aus Lindau und Aporta aus Feldkirch und zwei Glocken von 1962 der Glockengießerei Kurtz aus Stuttgart. Es ist auf die Schlagtöne H° – d' – e' – fis' – a' und a(+)' gestimmt.